# آنونا سنگالنسیس
آنونا سنگالنسیس (نام علمی: Annona senegalensis) نام یک گونه از تیره آنوناسه است.